# 폴리아인
폴리아인(polyyne)은 삼중 결합이 여러 개 있는 유기 화합물로 삼중결합들이 하나의 단일 결합에 의해 연결된 공액 구조의 공액 폴리아인을 말한다. 가장 간단한 폴리아인은 다이아세틸렌(뷰타다이아인) H−C≡C−C≡C−H이다. 폴리아인은 폴리아세틸렌과는 다르다. 큐물렌(cumulenes) 과도 유사점이 있다.

## 같이 보기
- 엔다이아인
- 엔아인